# Fægtning under sommer-OL 1912
Fægtning under sommer-OL 1912. Fægtning var med på OL-programmet for femte gang 1912 i Stockholm under de femte olympiske sommerlege. Der blev konkurreret om fem olympiske titler, tre individuelle og to i hold, alle for mænd. Der blev fægtet med florett individuelt og med sabel og kårde både individuelt og i hold. 

## Medaljer
| Fægtning OL 1912 Stockholm | Fægtning OL 1912 Stockholm | Fægtning OL 1912 Stockholm | Fægtning OL 1912 Stockholm | Fægtning OL 1912 Stockholm | Fægtning OL 1912 Stockholm |
| -------------------------- | -------------------------- | -------------------------- | -------------------------- | -------------------------- | -------------------------- |
| Nr.                        | Land                       | Guld                       | Sølv                       | Bronze                     | Totalt                     |
| 1.                         | Ungarn                     | 2                          | 1                          | 1                          | 4                          |
| 2.                         | Belgien                    | 2                          | 0                          | 1                          | 3                          |
| 3.                         | Italien                    | 1                          | 1                          | 0                          | 2                          |
| 4.                         | Østrig                     | 0                          | 1                          | 1                          | 2                          |
| 5.                         | Danmark                    | 0                          | 1                          | 0                          | 1                          |
| 5.                         | Storbritannien             | 0                          | 1                          | 0                          | 1                          |
| 5.                         | Holland                    | 0                          | 0                          | 2                          | 2                          |
| Totalt                     | Totalt                     | 5                          | 5                          | 5                          | 15                         |

### Florett
| Placering | Land | Udøver            | Sejre   |
| --------- | ---- | ----------------- | ------- |
| 1.        | ITA  | Nedo Nadi         | 7 sejre |
| 2.        | ITA  | Pietro Speciale   | 5 sejre |
| 3.        | AUT  | Richard Verderber | 4 sejre |

### Kårde
| Placering | Land | Udøver                        | Sejre   |
| --------- | ---- | ----------------------------- | ------- |
| 1.        | BEL  | Paul Anspach                  | 6 sejre |
| 2.        | DEN  | Ivan Osiier                   | 5 sejre |
| 3.        | BEL  | Philippe Le Hardy de Beaulieu | 4 sejre |

### Kårde, hold
| Placering | Land | Udøvere |
| --------- | ---- | --- |
| 1.        | BEL  | Paul Anspach Henri Anspach Fernand de Montigny Jacques Ochs Gaston Salmon Victor Willems Robert Hennet                  |
| 2.        | GBR  | Edgar Seligman Edgar Amphlett Robert Montgomerie John Blake Arthur Everitt Percival Davson Sydney Martineau Martin Holt |
| 3.        | NED  | Adrianus Egbertus Willem de Jong George van Rossem Willem Hubert van Blijenburgh Jetze Doorman Leonardus Nardus         |

### Sabel
| Placering | Land | Udøver         | Sejre     |
| --------- | ---- | -------------- | --------- |
| 1.        | HUN  | Jenő Fuchs     | 6 sejre   |
| 2.        | HUN  | Béla Békessy   | 5/5 sejre |
| 3.        | HUN  | Ervin Mészáros | 5/6 sejre |

### Sabel, hold
| Placering | Land | Udøvere |
| --------- | ---- | --- |
| 1.        | HUN  | László Berti Dezső Földes Jenő Fuchs Oszkár Gerde Ervin Mészáros Zoltán Schenker Péter Tóth Lajos Werkner                      |
| 2.        | AUT  | Richard Verderber Otto Herschmann Rudolf Cvetko Friedrich Golling Reinhold Trampler Albert Bogen Andreas Suttner               |
| 3.        | NED  | George van Rossem Hendrik de Iongh Jetze Doorman Dirk Scalongne Adrianus Egbertus Willem de Jong Willem Hubert van Blijenburgh |